# محسن عزیزی
محسن عزیزی (۱۲۸۴–۱۳۷۲) نویسنده ایرانی و استاد دانشگاه تهران بود. او برای نگارش کتاب تحقیق در اوضاع اقتصادی دول معظم در سال ۱۳۳۴ برندهٔ جایزه سلطنتی کتاب سال شد.

## آثار
- تحقیق در اوضاع اقتصادی دول معظم
- تاریخ عقاید سیاسی از افلاطون تا ماکیاولی